# Proterogyrinus
Proterogyrinus is een geslacht van uitgestorven vroege tetrapoden uit de orde Embolomeri, dat leefde tijdens het Carboon in Noord-Amerika en Europa. Fossiele overblijfselen van Proterogyrinus zijn gevonden in Schotland, het Verenigd Koninkrijk en West Virginia, Verenigde Staten, en dateren uit het Serpukhovien (Midden-Carboon), dat is van ongeveer 331 tot 323 miljoen jaar geleden. Het geslacht werd oorspronkelijk genoemd door de beroemde paleontoloog Alfred Sherwood Romer in 1970. Een uitgebreide herbeschrijving werd later gepubliceerd door de Canadese paleontoloog Robert Holmes in 1984. De geslachtsnaam Proterogyrinus is Grieks voor 'eerdere zwerver' of 'vroeger kikkervisje'. Deze naam werd door Romer gekozen in overeenstemming met een trend om vroege tetrapoden met een lang lichaam (zoals Eogyrinus en Crassigyrinus) te benoemen met het achtervoegsel gyrinus.
Romer aarzelde om Proterogyrinus als een echte embolomeer aan te merken, omdat zijn intercentra (het voorste deel van elke wervel) kleiner waren dan zijn pleurocentra (het achterste deel). Hij gebruikte de groep Anthracosauria om embolomeren en hun naaste verwanten zoals Proterogyrinus te omvatten. Andere bronnen geven echter de voorkeur aan een bredere definitie van Embolomeri die qua gebruik vergelijkbaar is met die van Romer's Anthracosauria, waardoor Proterogyrinus als een embolomere wordt gerekend.

## Beschrijving
Proterogyrinus was met een lengte van 1 tot 2,3 meter een van de grootste amfibieën van het Vroeg-Carboon. In de meeste opzichten leek Proterogyrinus op andere embolomeren zoals Archeria, met een matig langwerpige schedel die groter was dan die van andere vroege tetrapoden zoals colosteïden en temnospondylen. Leden van het geslacht hadden sterke ledematen met verschillende volledig verstarde enkel- en polsbeenderen. Dit zou Proterogyrinus de mogelijkheid hebben gegeven om op het land te lopen en te jagen. De aanwezigheid van laterale lijngroeven en otische inkepingen die waarschijnlijk siphonen bevatten, toont echter aan dat ze waarschijnlijk beter waren aangepast aan het water. De zijdelings afgeplatte staart was lang en hoog en was waarschijnlijk een krachtige manier van voortbewegen. De ogen waren hoog op de schedel geplaatst, wat het idee ondersteunde dat Proterogyrinus een actieve levensstijl had nabij het wateroppervlak. Dit dier had een lange schedel met een korte nek. In de krachtige kaken zaten scherpe tanden. Proterogyrinus was een carnivoor en de toppredator van de steenkoolwouden van Noord-Amerika en Europa. Het dier joeg zowel in het water als op het land en vissen, andere amfibieën en grote geleedpotigen waren potentiële prooidieren.

## Fossiele vondsten
Fossielen van Proterogyrinus zijn gevonden in de Amerikaanse staat West Virginia en in Schotland. De vondsten dateren uit het Vroeg-Carboon, 325 tot 320 miljoen jaar geleden.

## Classificatie
Proterogyrinus behoort tot de Anthracosauria uit de superorde Reptiliomorpha, een groep amfibieën met reptielachtige kenmerken waaruit de Amniota (reptielen, vogels en zoogdieren) zich ontwikkelden.